# غرائي (كوه بنج)
غرائي (بالفارسية: گرائی) هي قرية تقع في إيران في البلدة المركزية. يقدر عدد سكانها بـ 33 نسمة .